# Hutton Cranswick
Hutton Cranswick is een civil parish in het bestuurlijke gebied East Riding of Yorkshire, in het Engelse graafschap East Riding of Yorkshire met 2065 inwoners.